# 姉妹群
姉妹群（しまいぐん、英: sister group, sister taxon）とは、系統樹において注目する系統群に最も近縁な系統群である 。説明のため、下の分岐図で考えてみる。
|  | \| \| A \| \| \| \| \| \| B \| \| \| \| |
|  |                                         |
|  | C                                       |
|  |                                         |
|  | A                                       |
|  |                                         |
|  | B                                       |
|  |                                         |

|  | A |
|  |   |
|  | B |
|  |   |

Aの姉妹群はBである。逆にBの姉妹群はAである。AとB（および両者の最も近い共通祖先）を合わせた系統群ABの姉妹群はCである。系統群ABC全体は、それ自体がより大きな系統樹において有根化されており、より外の分類群が姉妹群になる。標準的な分岐学では、A、B、Cは、個体、種、高次分類群などすべて可能である。種の場合は、姉妹群は姉妹種 (sister species) と呼ばれる。
姉妹群という語は系統解析で用いられ、解析で認識されるグループのみが姉妹群として扱われる。その例が鳥である。鳥の姉妹群はふつうはワニとされるが、これは現生の分類群のみを対象とした場合の話である 。鳥の系統樹は恐竜に根づかせられ、遡ってワニと鳥の最も近い共通祖先に至るまでいくつもの絶滅種が分岐している よって姉妹群という用語は相対的なもので、解析に用いるグループ、種のみの中で、最も近いもの、ということに注意しなければならない。